# Spinus
Genre
Spinus est un genre de passereaux qui regroupe des espèces autrefois placées dans le genre Carduelis.

## Taxinomie
L'étude phylogénique de Zuccon et al. (2012), montre que le genre Carduelis, tel qu'il est défini traditionnellement, est polyphylétique. Vingt de ses espèces sont alors déplacées dans le genre Spinus (masculin).

### Liste des espèces
D'après la classification de référence (version 5.2, 2015) du Congrès ornithologique international (ordre phylogénique) :
- Spinus thibetanus – Serin du Tibet
- Spinus lawrencei – Chardonneret gris
- Spinus tristis – Chardonneret jaune
- Spinus psaltria – Chardonneret mineur
- Spinus spinus – Tarin des aulnes
- Spinus dominicensis – Chardonneret des Antilles
- Spinus pinus – Tarin des pins
- Spinus atriceps – Tarin sombre
- Spinus notatus – Chardonneret à tête noire
- Spinus barbatus – Chardonneret à menton noir
- Spinus xanthogastrus – Chardonneret à ventre jaune
- Spinus olivaceus – Chardonneret olivâtre
- Spinus magellanicus – Chardonneret de Magellan
- Spinus siemiradzkii – Chardonneret safran
- Spinus yarrellii – Chardonneret de Yarrell
- Spinus cucullatus – Chardonneret rouge
- Spinus atratus – Chardonneret noir
- Spinus uropygialis – Chardonneret à croupion jaune
- Spinus crassirostris – Chardonneret à bec épais
- Spinus spinescens – Chardonneret des Andes